# Paziente identificato
Paziente designato o paziente identificato (identified patient), o "PI", è un termine usato in ambito clinico per descrivere la persona in una famiglia disfunzionale scelta in modo subconscio per manifestare come diversione i conflitti interni della famiglia; colui che è il portatore scisso del disturbo (forse transgenerazionale) della famiglia.
Il termine viene inoltre utilizzato nel contesto della gestione organizzativa, in circostanze dove un individuo diventa il portatore di un problema di gruppo.

## Origine e caratteristiche
Il termine emerge dal lavoro del Bateson Project sulla omeostasi della famiglia, come un modo di identificare un modello di comportamento in gran parte inconscio per mezzo di cui un eccesso di sentimenti dolorosi in una famiglia verso uno dei suoi membri viene identificato come la causa di tutte le difficoltà - un capro espiatorio del PI.
Il paziente identificato - chiamato anche "portatore del sintomo" o "problema presentato" - può mostrare sintomi emotivi o fisici inspiegabili, ed è spesso la prima persona a cercare aiuto, forse su richiesta della famiglia.Tuttavia, mentre i membri della famiglia in genere esprimono preoccupazione per i problemi del PI, essi possono reagire istintivamente ad ogni miglioramento da parte del paziente identificato nel tentativo di ripristinare lo status quo.
Virginia Satir vede il paziente identificato come un modo sia di nascondere che rivelare agende segrete di una famiglia. La terapia familiare congiunta pone in rilievo pertanto, nella terapia di gruppo, l'importanza di portare non solo il paziente identificato, ma anche la famiglia "allargata", laddove nel corso della terapia si manifestano i loro problemi - con l'obiettivo finale di alleviare il PI dai sentimenti familiari più estesi di cui essi sono stati portatori. In tali circostanze, non solo il PI, ma anche i loro fratelli e/o sorelle possono infine trarne benefici.
Ronald Laing vede il PI in funzione del nesso familiare: "la persona che viene diagnosticata è parte di una rete più ampia di modelli di comunicazione estremamente disturbati e disturbanti". Le formulazioni posteriori indicano la possibilità che il paziente possa essere un "emissario" di ordinari della famiglia per il resto del mondo, di una implicita richiesta di aiuto familiare, come nella lettura di delinquenza minorile, come grido di aiuto in codice del bambino indirizzato a vantaggio dei suoi genitori. Ci può quindi essere un elemento di altruismo nel comportamento del PI - fingersi malato per evitare le cose peggiori che accadono in famiglia, come ad esempio lo sfascio completo.

## Esempi
- In una famiglia dove i genitori hanno bisogno di affermarsi come custodi e figure potenti, spesso a causa delle loro insicurezze, essi possono indicare uno (o più di uno) dei loro figli come inadeguato, assegnandogli inconsciamente il ruolo di chi non può lottare da solo. Per esempio, il bambino può presentare qualche problema irrazionale che richiede la cura costante e l'attenzione dei genitori.
- In Dibs in Search of Self, un resoconto della terapia praticata a un bambino, Virginia Axline ritiene che forse i genitori, "inconsciamente... hanno scelto di vedere Dibs come portatore di una disfunzione mentale, piuttosto che come una personificazione intensificata della propria inadeguatezza emotiva e sociale".[15]
- Un bambino può essere considerato un prepotente e un piantagrane a scuola ed etichettato come "bambino problematico", quando, in effetti, sta semplicemente esprimendo conflitti e problemi, come l'abuso in ambito domestico, allorché agisce (acting out) facendo il "cattivo".
- Gregory Bateson ritiene che talvolta "il paziente designato si sacrifica per mantenere la sacra illusione riguardo al fatto che ciò che il genitore dice ha senso", mostrando inoltre "un comportamento che è quasi la caricatura di quella perdita di identità, caratterizzante tutti i membri della famiglia".[16]

### Jung
Carl Gustav Jung in modo indipendente arriva a concludere che una neurosi "viene dalla totalità della vita dell'uomo... dalla sua esperienza psichica all'interno della famiglia o anche del suo gruppo sociale", vedendo se stesso come qualcosa di peculiare: "mi sento molto forte del fatto che sono sotto l'influenza di cose o problemi lasciati incompiuti o senza risposta dai miei genitori, nonni e antenati più lontani... un karma impersonale all'interno di una famiglia, che si trasmette dai genitori ai figli".

## Critica
"Il movimento dell'antipsichiatria degli anni Sessanta... proponeva la teoria in base alla quale erano le famiglie ad essere folli piuttosto che semplicemente gli individui, i quali fungevano da caproespiatori come 'membri malati'" delle medesime, per cui vengono estesi i confini originari del concetto del PI. "Da questa posizione della normalità, dato l'ethos degli anni Sessanta, il salto per giungere a dubitare della normalità stessa è breve... i pazzi sono i super-sani". Laing avrebbe potuto insistere pubblicamente sul fatto che "non è necessariamente il caso che la persona fuori formazione sia più in linea della formazione. Non c'è affatto bisogno di idealizzare qualcuno solo perché viene etichettato come fuori dalla formazione". In pratica, tuttavia, lui e i suoi seguaci tendevano ad affermare che, "più spesso di quanto non lo sia, una persona diagnosticata come mentalmente malata rappresenta il capro espiatorio emotivo delle turbolenze scatenate all'interno della propria famiglia o associati, e può, infatti, essere il membro più sano di tale gruppo... il meno disturbato dei suoi membri componenti".

I terapisti familiari successivi avrebbero insistito al contrario sul fatto che 

## Analoghi nella letteratura
In "La riunione di famiglia" (The Family Reunion), al protagonista viene detto: "è possibile che voi siate la coscienza della vostra infelice famiglia, il suo uccello librato in volo attraverso le fiamme del purgatorio", arrivando a vedere la sua vita come "un sogno sognato attraverso me dalle menti altrui".